# ヘダマイシン
ヘダマイシン（英：Hedamycin）は抗生物質や抗がん剤としての活性の可能性がある化合物である。